# Jiří Krejčí (trenér)
Jiří Krejčí (* 10. ledna 1965) je bývalý český fotbalový útočník a současný fotbalový trenér.

## Fotbalová kariéra
Hráčskou kariéru začal ve Skutči, v dorosteneckém věku přestoupil do Spartaku Hradec Králové. V době základní vojenské služby hrál fotbal za Okulu Nýrsko a RH Domažlice. Poté se vrátil do Hradce Králové, ale v dalších sezónách bojoval v pardubických klubech TJ Tesla, TJ Synthesia a Slovan. Na půl roku si odskočil do německého regionálního týmu TSV Neusäss. V závěru kariéry, kterou přibrzdilo vleklé zranění zad, hrál v divizním Ždírci nad Doubravou.

## Trenérská kariéra
Po skončení hráčské kariéry se začal věnovat práci s mládeží. V FK Pardubice trénoval od roku 2001 dorostenecký celek U17 a později starší dorost U19, se kterým po sezóně 2009/2010 postoupil do nejvyšší soutěže. V květnu roku 2013 se stal po odchodu Martina Svědíka hlavním trenérem druholigového týmu FK Pardubice. Na začátku roku 2014 byl oceněný v rámci vyhlášení anket Sportovec Pardubicka 2013 za svou práci u mládežnických týmů a za činnost u A-týmu. V létě 2014 přišel k pardubickému týmu v rámci spolupráce s pražskou Spartou jako hlavní trenér Martin Hašek, Jiří Krejčí zůstal u týmu na pozici asistenta. Po půlroce spolupráce pardubického klubu se Spartou skončila a Jiří Krejčí se od prosince 2014 vrátil na post hlavního trenéra, který zastával společně s Jaroslavem Míchalem. Od sezóny 2017/18 působil působil na pardubické lavičce v tandemu s Jaroslavem Novotným a společně dotáhli klub k historickému úspěchu. V sezóně 2019/20 totiž pardubický tým vyhrál druhou nejvyšší soutěž a vybojoval si postup mezi elitu. V srpnu 2022 byl odvolán a nahradil ho Radoslav Kováč.
Krejčí na začátku roku 2023 převzal divizní FC Hlinsko, kde strávil půl roku. V letní pauze usedl na trenérskou lavičku TJ Sokol Živanice.